# 처형 소녀의 살아가는 길
《처형 소녀의 살아가는 길》(일본어: 処刑少女の生きる道 쇼케이 쇼조노 바진 로도[*])는 사토 마토가 쓰고, 니리츠가 일러스트를 그린 일본의 라이트 노벨 작품이다. GA 문고(SB 크리에이티브)에서 2019년 7월부터 2025년 3월까지 간행되었다.

## 줄거리
다른 세계의 일본에서 온 미혹인이 가지는 독특한 순수 개념에 의해서 세계적인 대재해가 일어난 이래, 금기 지정된 미혹인은 폭주하기 전에 처형인에 의해서 남모르게 처리되게 되었다.
처형인인 소녀 메노우는, 어느 날 방황인 소녀 아카리와 만난다. 메노우는 임무수행을 시도하지만 아카리는 순수 개념에 따라 사실상 불사신 상태로 돼 있어 실패한다. 아카리의 순수 개념을 파악하기 위해 메노우는 아카리와 행동을 같이하게 된다.

## 등장인물
메노우(メノウ)
성우 - 사에키 이오리
본작의 주인공. 일본에서 헤매는 사람을 죽이는 처형인 소녀. 탁월한 마도의 사용자. 어린 시절 길을 잃은 사람의 '모든 것을 표백한다' 순수 개념에 의한 인재에 휘말려 고향도 가족도 잃은 뒤 교회로 키워졌다.
토키토 아카리(時任 灯里)
성우 - 카하라 모에
일본에서 온 길을 잃은 소녀. 교복을 입고 있는 묘사가 있지만 연령은 불명. 시간을 되감는 순수 개념의 소유자이며, 살해되어도 무의식적으로 자신의 시간을 되감고 부활한다.
모모(モモ)
성우 - 카네모토 히사코
메노우의 후배인 처형인. 메노우가 말하는 것이라면 무엇이든 순종하는 정도이며 임무에서는 그녀의 백업을 담당한다.
아슈나 그리자리카(アーシュナ・グリザリカ)
성우 - M·A·O
그리자리카 왕국의 공주. 무수한 전투광이지만, 항상 냉정한 판단을 내릴 수 있는 두뇌의 소유자이기도 하다.
마논 리벨(マノン)
리벨의 영주로 하여 제4신분(포스)의 리더인 리벨 백작의 한 명의 딸.
판데모니움(パンデモニウム)
성우 - 하루노 안즈
마논에서 자란 순수한 어린 소녀. 취미는 노래와 춤과 영화 감상.
플레어(양염)(フレア（導師「陽炎」）)
성우 - 카이다 유코
빨간 머리 처형인. 인재에 휘말려 모든 것을 잃은 메노우를 집어 처형인으로 키웠다.
오웰(オーウェル)
성우 - 쿠보타 타미에
대주교. 플레어와 메노우의 직속 상사.
시실리아(シシリア)
성우 - 와타나베 아케노
리벨에서 사제를 맡는 신관.

## 서지 정보
- 사토 마토(저), 니리츠(일러스트), SB 크리에이티브 〈GA 문고〉, 전 11권
  1. 『処刑少女の生きる道 ―そして、彼女は甦る―』2019년 7월 31일 초판 제1쇄 발행(7월 12일 발매[4]), ISBN 978-4-8156-0118-8
    - 「アニメ化記念限定小冊子付き特装版」2022년 3월 18일 발매[5], ISBN 978-4-8156-1580-2

  2. 『処刑少女の生きる道2 ―ホワイト・アウト―』2019년 9월 30일 초판 제1쇄 발행(9월 13일 발매[6]), ISBN 978-4-8156-0393-9
  3. 『処刑少女の生きる道3 ―鉄砂の檻―』2020년 2월 29일 초판 제1쇄 발행(2월 14일 발매[7]), ISBN 978-4-8156-0481-3
  4. 『処刑少女の生きる道4 ―赤い悪夢―』2020년 8월 31일 초판 제1쇄 발행(8월 6일 발매[8]), ISBN 978-4-8156-0713-5
  5. 『処刑少女の生きる道5 ―約束の地―』2021년 2월 28일 초판 제1쇄 발행(2월 10일 발매[9]), ISBN 978-4-8156-0936-8
  6. 『処刑少女の生きる道6 ―塩の柩―』2021년 8월 31일 초판 제1쇄 발행(8월 12일 발매[10]), ISBN 978-4-8156-1140-8
  7. 『処刑少女の生きる道7 ―ロスト―』2022년 4월 30일 초판 제1쇄 발행(4월 14일 발매[11]), ISBN 978-4-8156-1399-0
  8. 『処刑少女の生きる道8 ―フォール・ダウン―』2023년 3월 31일 초판 제1쇄 발행(3월 15일 발매[12]), ISBN 978-4-8156-1723-3
  9. 『処刑少女の生きる道9 ―星に願いを、花に祈りを―』2024년 1월 31일 초판 제1쇄 발행(1월 14일 발매[13]), ISBN 978-4-8156-2514-6
  10. 『処刑少女の生きる道10 ―異世界人死すべし―』2025년 3월 31일 초판 제1쇄 발행(3월 15일 발매[14]), ISBN 978-4-8156-2515-3
  11. 『処刑少女の生きる道11 ―カーテン・コール―』2025년 3월 31일 초판 제1쇄 발행(3월 15일 발매[15]), ISBN 978-4-8156-2516-0

## TV 애니메이션
2021년 1월에 텔레비전 애니메이션화가 발표되었다. 2022년 4월 2일부터 6월 18일까지 TOKYO MX 등에서 방송되었다.

### 스태프
- 원작 - 사토 마토
- 캐릭터 원안 - 니리츠
- 감독 - 카와사키 요시키
- 시리즈 구성 - 야스카와 쇼고
- 애니메이션 캐릭터 디자인 - 타마키 케이코
- 프롭 디자인 - 히라타 료
- 미술 감독 - 니이타 테루히코
- 색채 설계 - 오카다 리사
- 3DCG 디렉터 - 시바야마 잇세이
- 촬영 감독 - 후쿠요 신고
- 편집 - 츠보네 켄타로
- 음향 감독 - 아케타가와 진
- 음악 - 미치루
- 음악 제작 - 크리크
- 프로듀스 - EGG FIRM, SB 크리에이티브
- 치프 프로듀서 - 오오사와 노부히로, 키타무라 쿠니히로
- 프로듀서 - 시지 유이치로, 카와카미 류타로
- 애니메이션 제작 프로듀서 - 스즈키 카오루
- 애니메이션 제작 - J.C.STAFF
- 제작 - 처형 소녀 제작위원회(워너 브라더스 재팬, SB 크리에이티브, 하쿠호도 DY 뮤직 & 픽처스, EGG FIRM, J.C.STAFF)

### 주제가
Paper Bouquet
Mili의 오프닝 테마. 작사는 Cassie Wei, 작곡은 Cassie Wei, Yamato Kasai, 편곡은 Yamato Kasai, Yukihito Mitomo, Shoto Yoshida
灯火セレナード
ChouCho의 엔딩 테마. 작사·작곡은 ChouCho, 편곡은 무라야마☆준.

### 방영 목록
| 화수   | 제목                                            | 그림 콘티         | 연출              | 작화 감독                                                                                        | 총작화 감독               | 방송일         |
| ------ | ----------------------------------------------- | ----------------- | ----------------- | ------------------------------------------------------------------------------------------------ | ------------------------- | -------------- |
| 제1화  | 処刑人 처형인                                   | 카와사키 요시키   | 카와사키 요시키   | 나카지마 슌                                                                                      | 타마키 케이코             | 2022년 4월 2일 |
| 제2화  | 迷い人 길 잃은 사람                             | 카와사키 요시키   | 이와사키 요시아키 | 히야미즈 유키에 우에다 미네코 쿠마가이 카츠히로                                                  | 타마키 케이코 키쿠치 준야 | 4월 9일        |
| 제3화  | 禁忌の【赤】 금기의 【빨간색】                  | 우에다 시게루     | 우에다 시게루     | 오쿠다 텟페이 사노 하루카 코부치 요스케 오오니시 요이치                                          | 타마키 케이코 키쿠치 준야 | 4월 16일       |
| 제4화  | 古都ガルム 고도 가름                            | 카와사키 요시키   | 노가미 요시유키   | 코노 신야 나카지마 슌 이토 토모미 미야 아키히데                                                  | 타마키 케이코 키쿠치 준야 | 4월 23일       |
| 제5화  | さよなら 안녕                                   | 니헤이 유이치     | 모리 요시히로     | 히야미즈 유키에 쿠마가이 카츠히로 요시모토 미키 후쿠시마 토요아키 야마우치 노리야스              | 키쿠치 준야               | 4월 30일       |
| 제6화  | 【回帰:記憶・魂・精神】 【회귀:기억·영혼·정신】 | 카와사키 요시키   | 사쿠라비 카츠시   | 오쿠다 텟페이 코부치 요스케 우에다 미네코 야마미치 이타이 tofu 와타나베 잇페이타                 | 타마키 케이코 키쿠치 준야 | 5월 7일        |
| 제7화  | 港町リベール 항구도시 리벨                      | 사쿠라비 카츠시   | 노가미 요시유키   | 사노 하루카 코노 신야 카와구치 히로아키 타카하시 나오키 마츠모토 카츠지 胡 威 陈晓岚             | 히야미즈 유키에           | 5월 14일       |
| 제8화  | 魔薬 마약                                       | 오오하타 키요타카 | 이와사키 요시아키 | 나카지마 슌 오가사와라 유우 야마우치 노리야스                                                    | 타마키 케이코 키쿠치 준야 | 5월 21일       |
| 제9화  | 夜会にて 야회에서                               | 소~토메 코이치로  | 우에다 시게루     | 쿠마가이 카츠히로 요시모토 미키 徐学文 徐学武                                                    | 히야미즈 유키에           | 5월 28일       |
| 제10화 | 迷い人の娘 길 잃은 사람의 딸                    | 사쿠라비 카츠시   | 사쿠라비 카츠시   | 사노 하루카 오쿠다 텟페이 코부치 요스케 카와구치 히로아키 타카하시 나오키 마츠모토 카츠지 陳潔琼 | 타마키 케이코 키쿠치 준야 | 6월 4일        |
| 제11화 | 万魔殿 만마전                                   | 모리 타케시       | 노가미 요시유키   | 오쿠다 텟페이 코노 신야 우에다 미네코 야마미치 이타이 이토 토모미 徐学武 徐学文                  | 타마키 케이코 키쿠치 준야 | 6월 11일       |
| 제12화 | ふたりの旅路 두 사람의 여로                     | 카와사키 요시키   | 카와사키 요시키   | 오가사와라 유우 오쿠다 텟페이 나카지마 슌 요시모토 미키 쿠마가이 카츠히로 나가츠카 유키에        | 타마키 케이코 키쿠치 준야 | 6월 18일       |